# 星の里街道
星の里街道（ほしのさとかいどう）は、岡山県小田郡矢掛町から井原市美星町を経て高梁市川上町に至る農道「県営広域営農団地農道備中西部地区」を構成する道路の愛称である。
なお、この道路で呼称される「街道」は、近世（江戸時代）以前からの歴史がある街道、あるいはその役割を成す道路という意味ではない。

## 概要
岡山県の県営広域営農団地農道整備事業（広域農道）として、小田郡矢掛町中から井原市美星町黒忠（県道292号 交点）までの区間が第一期工区、井原市美星町黒忠（県道292号 交点）から高梁市川上町上大竹までの区間が第二期工区として整備された。
路線の特徴としては、農道として新設を行った区間と既存の県道や市町道の改良によって整備を行った区間とで構成されており、道路種別を問わず広域農道として包括した呼称とするために愛称が付与されている。本愛称は1990年（平成2年）4月に開催された「おかやま食と緑の博覧会」の協賛事業として、当時整備が行われていた広域農道9路線に対し、各愛称を公募して選定したものである。協賛事業で愛称が付与された広域農道9路線は、吉備高原（吉備高原街道）・吉備高原北部（奥吉備街道）・児島湾（千両街道）・中部台地（美作やまなみ街道）・津山（作州街道）・備中西部（星の里街道）・備中中部（かぐら街道）・備南（備南街道）・真庭（木山街道）である。

### 路線データ
- 起点： 岡山県小田郡矢掛町中 （矢掛町道〔旧 岡山県道35号倉敷成羽線〕 交点 ）
- 終点： 岡山県高梁市川上町上大竹 （岡山県道294号下鴫川上線、岡山県道473号上大竹高山線 交点）
- 車線数： 2車線
- 車線幅：
  - 第一期工区： 幅7.5m（車道幅3m×2、路肩幅0.75m×2） [2]
  - 第二期工区： 幅7m （車道幅2.75m×2、路肩幅0.75m×2）
- 設計速度： 40km/h [2]
- 制限速度： 40km/h - 法定速度（60km/h）

## 沿革
- 1974年（昭和49年） : 県営広域営農団地農道備中西部地区として事業採択される。 [2]
- 1979年（昭和54年） : 星田川橋（事業費： 1億7千万円）が完成。 [2]
- 1984年（昭和59年）10月1日 : 第一期工区（総事業費： 55億7千万円）が開通する。 [2]
- 2004年（平成16年）10月1日 : 川上郡川上町が高梁市、川上郡成羽町・備中町、上房郡有漢町との対等合併を行い、新「高梁市」となり、通過地および終点の地名が変更となる（川上郡川上町大字○○ ⇒ 高梁市川上町○○）。
- 2005年（平成17年）3月1日 : 小田郡美星町が後月郡芳井町とともに井原市へ編入となり、通過地の地名が変更となる（小田郡美星町大字○○ ⇒ 井原市美星町○○）。

## 路線状況

### 重複区間
- 岡山県道155号鴨方矢掛線 （小田郡矢掛町浅海 ‐ 同町本堀）
- 国道486号 （小田郡矢掛町本堀 ‐ 同町小田）
- 岡山県道48号笠岡美星線 （小田郡矢掛町小田 ‐ 同町宇内）
- 岡山県道292号黒忠明治線 （井原市美星町黒忠）

### 主な施設

#### 橋梁
- 星田川橋 （小田郡矢掛町宇内） ‐ 星田川に架かる方杖ラーメン鋼橋。全長95ｍ、幅員8m、川からの高さ30m。[2]

#### 休憩施設
- 美星産直プラザ（井原市美星町西水砂） ‐ 「星の郷青空市」とも。道の駅に類似した施設。

## 地理

### 通過する自治体
- 岡山県
  - 小田郡矢掛町
  - 井原市
  - 高梁市

### 接続道路
- 岡山県道35号倉敷成羽線 （小田郡矢掛町中）
- 岡山県道64号矢掛寄島線 （小田郡矢掛町里山田）
- 岡山県道155号鴨方矢掛線 （小田郡矢掛町浅海） ‐ 鴨方方向（未供用区間）側と接続。
- 国道486号、岡山県道155号鴨方矢掛線 （小田郡矢掛町本堀） ‐ 同道の終点。
- 国道486号、岡山県道48号笠岡美星線 （小田郡矢掛町小田） ‐ 笠岡方向側と接続。
- 岡山県道48号笠岡美星線 （小田郡矢掛町宇内） ‐ 美星方向側と接続。
- 岡山県道166号美袋井原線 （井原市美星町西水砂） ‐ 井原市街方向側と接続。
- 岡山県道166号美袋井原線 （井原市美星町西水砂） ‐ 美袋方向側と接続。
- 岡山県道77号美星高山市線 （井原市美星町星田）
- 岡山県道77号美星高山市線 （井原市美星町黒忠） ‐ 僅かな距離の接続道路を介して接続。
- 岡山県道292号黒忠明治線 （井原市美星町黒忠） ‐ 明治方向側と接続。
- 岡山県道292号黒忠明治線 （井原市美星町黒忠） ‐ 黒忠中心集落地方向側と接続。
- 国道313号 〔岡山県道77号美星高山市線 重複〕 （井原市美星町黒忠）
- 岡山県道297号高山芳井線 （高梁市川上町仁賀）
- 岡山県道294号下鴫川上線、岡山県道473号上大竹高山線 （高梁市川上町上大竹）

### 周辺
- 阿部山 （浅口市鴨方町小坂東、笠岡市尾坂、小田郡矢掛町浅海） ‐ 安倍晴明ゆかりの山。
- 宇内ホタル公園 （小田郡矢掛町宇内）
- 第二星田ダム （小田郡矢掛町宇内、井原市美星町黒木）
- 中世夢が原 （井原市美星町三山、大倉）
- 美星天文台 （井原市美星町大倉）
- フラワーフルーツパーク （高梁市川上町仁賀）
- 大賀の押被 〔大賀デッケン〕 （高梁市川上町仁賀）
- 沢柳の滝 （高梁市川上町上大竹）
- 弥高山 （高梁市川上町高山） ‐ 弥高山公園として整備されている。